# إعادة صياغة معرفية
إعادة الصياغة المعرفية هي عبارة عن تقنية نفسية مكونة من تحديد ثم تغيير الطريقة التي يتم بها عرض المواقف والتجارب والأحداث والأفكار و/أو العواطف. وإعادة الصياغة المعرفية هي العملية التي يتم من خلالها تحدي مثل هذه المواقف أو الأفكار ثم تغييرها. في سياق العلاج المعرفي، يشار إلى إعادة الصياغة المعرفية باسم إعادة الهيكلة المعرفية.

## تاريخ
طور آرون تي بيك العلاج المعرفي في الستينيات. وذلك خلال العمل مع المرضى الذين تم تشخيص إصابتهم بالاكتئاب، حيث وجد أن الأفكار السلبية تستمر في أذهان هؤلاء المرضى. وقد ساعد بيك مرضاه في التعرف على تأثير أفكارهم السلبية، كما وساعدهم في تغيير عقليتهم للتفكير بشكل أكثر إيجابية. ما أدى هذا في النهاية إلى تقليل اكتئاب المرضى أو التخلص منه في بعض الأحيان. هذه العملية أطلق عليها ألبرت إليس وآخرون مصطلح "إعادة الهيكلة المعرفية"، عملية تهدف بشكل أساسي إلى إعادة التفكير في الأفكار السلبية المتصوّرة وتحويلها إلى أفكار إيجابية. وقد أدى استخدام إعادة الهيكلة المعرفية كأداة في البيئات العلاجية إلى إدراك باحثين آخرين أن هذه العملية تحدث خارج العيادة، ويقودهم إلى تطوير مصطلح "إعادة الصياغة المعرفية" كوسيلة لوصف العملية الأكثر عمومية.

## الاستخدامات العلاجية لإعادة الصياغة المعرفية
تكون إعادة الصياغة المعرفية مفيدة بعدة طرق، محاولة تحسين الذاكرة، وتقليل قلق الاختبار، ومساعدة الآباء والأطفال على التعامل مع الإعاقات. على سبيل المثال، قيل للأشخاص الذين يعانون من مشاكل في الذاكرة أن ذاكرتهم يمكن تحسينها عن طريق تغيير وجهة نظرهم حول مشكلتهم. وبعد تلقي العلاج تحسنت ذاكرتهم. ومثال آخر هو الآباء الذين لديهم أطفال معاقين. بعض الآباء يحملون أفكارًا سلبية عن أطفالهم المعاقين. مع ذلك، ساعدت إعادة الصياغة المعرفية هؤلاء الآباء على رؤية أطفالهم وتجاربهم بشكل أكثر إيجابية.

### الفكاهة وإعادة الصياغة المعرفية
ثبت أن استخدام الفكاهة يؤدي إلى تسهيل إعادة الصياغة المعرفية، وخاصة الفكاهة التي تعتمد على الإيجابية، بدلا من الحماسة. على سبيل المثال، في إحدى الدراسات، تعرض المشاركون لسلسلة من الصور غير السارة. وللتعامل مع هذه الصور، تمت دعوة المشاركين إلى إنشاء نكتة إيجابية عن الصورة، أو نكتة سلبية عن الصورة، أو عدم نكتة عن الصورة. تميل النكتة الإيجابية إلى إثارة مشاعر إيجابية بدلاً من المشاعر السلبية. وخلص الباحثون إلى أن الفكاهة الإيجابية قد تلخص شكلاً مختلفًا من إعادة التأطير المعرفي الذي يعمل فيها الأفراد على تغيير وجهة نظرهم تجاه بعض الأحداث أو الظروف غير المواتية باتجاه نظرة أكثر إيجابية لنفس الظروف.

## يتم تمييزها عن إعادة الهيكلة المعرفية والتشويه
يمكن أن تشير إعادة الصياغة المعرفية إلى تحول واعٍ تقريبًا في المنظور العقلي للشخص. لهذا السبب، يتم الخلط بين كل من إعادة الهيكلة المعرفية والتشويه المعرفي. ومع ذلك، هناك اختلافات واضحة بين الثلاثة. فإعادة الصياغة هي التغيير العام في عقلية الشخص، سواء كان تغييراً إيجابياً أو سلبياً. وإعادة الهيكلة هي عملية تغيير عقلية الفرد علاجيًا لتقوية نفسه، مما يعني أن لها دائمًا دلالة إيجابية. وبهذه الطريقة، تعد إعادة الهيكلة المعرفية مثالًا خاصًا لإعادة الصياغة المعرفية. أما التشوهات فهي أفكار مبالغ فيها، وعادة ما تكون سلبية ولا تدعمها عملية تفكير عقلانية. إذا كان شخص ما يعاني من سلسلة من التشوهات (والتي يمكن أن تؤدي إلى الاكتئاب، واتخاذ القرارات السيئة، وغيرها من النتائج السلبية)، فإن الحاجة إلى إعادة الهيكلة المعرفية قد تظهر نفسها. ولذلك فإن التشويه هو مشكلة يمكن حلها عن طريق إعادة الصياغة المعرفية.
هناك سمة مميزة أخرى بين إعادة الصياغة المعرفية وإعادة الهيكلة المعرفية وهي الوعي. يمكن أن تحدث إعادة الصياغة المعرفية دون وعي، في حين أن إعادة الهيكلة المعرفية، والتي يتم إجراؤها عادةً تحت إشراف المعالج، تكون واعية. ونظرًا لأن إعادة الهيكلة المعرفية هي تقنية علاجية، فإنها تتطلب من المريض التعرف على الإطار المرجعي الخاص به وتحويله بوعي إلى إطار أكثر "إيجابيةً". ومع ذلك، نظرًا لأن إعادة الصياغة تتطلب فقط أي تغيير في الإطار العقلي، فليس هناك حاجة إلى اتخاذ أي قرار واعٍ لتغيير وجهة نظر الشخص. على سبيل المثال، عندما يُظهر الفرد تحيزًا بعد فوات الأوان، فإنه يغير دون وعي إطاره المرجعي للاحتفاظ بالفخر واحترام الذات. وعلى الرغم من أن الحاجة إلى إعادة صياغة الأفكار بشكل سلبي ليست متكررة مثل الحاجة إلى إعادة صياغتها بشكل إيجابي، إلا أن هناك الحالات التي يفيد فيها إعادة صياغة الأفكار بشكل سلبي. على سبيل المثال، في المسرح، قد يحتاج الممثل إلى الظهور بمظهر أكثر حزنًا أو في حالة ذهنية أكثر سلبية. ومن أجل تحقيق ذلك، قد يقوم بتغيير حالته العقلية من خلال إعادة الصياغة المعرفية، في محاولة للظهور بمظهر أكثر إزعاجًا من الخارج. ويمكن رؤية استخدام آخر لإعادة الصياغة المعرفية عندما يحاول المرء جعل وجهات نظره موضوعية، وهو ما يؤدي إلى تحويل منظورك ليكون محايدًا وأقل استقطابًا حول موقف معين.